# WTA Hamburg
WTA Hamburg - жіночий тенісний турнір, який проводили з 1982 по 1983 рік (у Гіттфельді), а потім знову з 1987 по 2002 рік в рамках туру WTA. Він існував під кількома різними спонсорськими назвами, але найчастіше був відомий як Citizen Cup (1987-1995) і Betty Barclay Cup (1999–2002). Проходив у Гамбурзі(Німеччина) на відкритих ґрунтових кортах. 
У перші п'ять років існував як турнір нижчої категорії, 1990 року отримав статус ІІ категорії, який утримував до кінця. Штеффі Граф - рекордсменка за кількістю перемог на цих змаганнях, вигравши їх шість разів поспіль, з 1987 по 1992 рік. Ще двічі вона потрапляла до фіналу. 
Турнір також сумнозвісно відомий тим, що 30 квітня 1993 року Моніка Селеш, колишня 1-ша ракетка світу, зазнала ножового поранення від неврівноваженого тенісного фаната під час чвертьфінального матчу з Магдаленою Малеєвою. Селеш після інциденту більше ніколи не грала у Німеччині. 

## Фінали

### Одиночний розряд
| Рік     | Назва                       | Чемпіонка             | Фіналістка            | Рахунок            |
| ------- | --------------------------- | --------------------- | --------------------- | ------------------ |
| 1982    | Casino Cup                  | Lisa Bonder-Kreiss    | Рената Томанова       | 6–3, 6–2           |
| 1983    | Fila Europa Cup             | Андреа Темешварі      | Eva Pfaff             | 6–4, 6–2           |
| 1984–86 | Не проводили                | Не проводили          | Не проводили          | Не проводили       |
| 1987    | Citizen Cup                 | Штеффі Граф           | Isabel Cueto          | 6–2, 6–2           |
| 1988    | Citizen Cup                 | Штеффі Граф           | Катарина Малеєва      | 6–4, 6–2           |
| 1989    | Citizen Cup                 | Штеффі Граф           | Яна Новотна           | Walkover           |
| 1990    | Citizen Cup                 | Штеффі Граф           | Аранча Санчес Вікаріо | 5–7, 6–0, 6–1      |
| 1991    | Citizen Cup                 | Штеффі Граф           | Моніка Селеш          | 7–5, 6–7(4–7), 6–3 |
| 1992    | Citizen Cup                 | Штеффі Граф           | Аранча Санчес Вікаріо | 7–6(7–5), 6–2      |
| 1993    | Citizen Cup                 | Аранча Санчес Вікаріо | Штеффі Граф           | 6–3, 6–3           |
| 1994    | Citizen Cup                 | Аранча Санчес Вікаріо | Штеффі Граф           | 4–6, 7–6, 7–6      |
| 1995    | Citizen Cup                 | Кончіта Мартінес      | Мартіна Хінгіс        | 6–1, 6–0           |
| 1996    | Rexona Cup                  | Аранча Санчес Вікаріо | Кончіта Мартінес      | 4–6, 7–6, 6–0      |
| 1997    | Rexona Cup                  | Іва Майолі            | Руксандра Драгомір    | 6–3, 6–2           |
| 1998    | Intersport Damen Grand Prix | Мартіна Хінгіс        | Яна Новотна           | 6–3, 7–5           |
| 1999    | Betty Barclay Cup           | Вінус Вільямс         | Марі П'єрс            | 6–0, 6–3           |
| 2000    | Betty Barclay Cup           | Мартіна Хінгіс        | Аранча Санчес Вікаріо | 6–3, 6–3           |
| 2001    | Betty Barclay Cup           | Вінус Вільямс         | Меган Шонессі         | 6–3, 6–0           |
| 2002    | Betty Barclay Cup           | Кім Клейстерс         | Вінус Вільямс         | 1–6, 6–3, 6–4      |

### Парний розряд
| Рік  | Чемпіонки                                     | Фіналістки                              | Рахунок фіналу |
| ---- | --------------------------------------------- | --------------------------------------- | -------------- |
| 1982 | Елізабет Екблом Лена Сандін                   | Пат Медрадо Клаудія Монтейро            | 7–6, 6–3       |
| 1983 | Беттіна Бунге Клаудія Коде-Кільш              | Іванна Мадруга Катрін Танв'є            | 7–5, 6–4       |
| 1987 | Клаудія Коде-Кільш Яна Новотна                | Наталья Єгорова Лейла Месхі             | 7–6, 7–6       |
| 1988 | Яна Новотна Тіне Шоєр-Ларсен                  | Андрея Бетцнер Юдіт Візнер              | 6–4, 6–2       |
| 1989 | Ізабелль Демонжо Наталі Тозья                 | Яна Новотна Гелена Сукова               | walkover       |
| 1990 | Джиджі Фернандес Мартіна Навратілова          | Лариса Савченко-Нейланд Гелена Сукова   | 6–2, 6–3       |
| 1991 | Яна Новотна Лариса Савченко-Нейланд           | Аранча Санчес Вікаріо Гелена Сукова     | 7–5, 6–1       |
| 1992 | Штеффі Граф Ренне Стаббс                      | Манон Боллеграф Аранча Санчес Вікаріо   | 4–6, 6–3, 6–4  |
| 1993 | Штеффі Граф Ренне Стаббс                      | Лариса Савченко-Нейланд Яна Новотна     | 6–4, 7–6       |
| 1994 | Яна Новотна Аранча Санчес Вікаріо             | Eugenia Maniokova Лейла Месхі           | 6–3, 6–2       |
| 1995 | Джиджі Фернандес Мартіна Хінгіс               | Кончіта Мартінес Патрісія Тарабіні      | 6–2, 6–3       |
| 1996 | Аранча Санчес Вікаріо Бренда Шульц-Маккарті   | Джиджі Фернандес Мартіна Хінгіс         | 4–6, 7–6, 6–4  |
| 1997 | Анке Губер Марі П'єрс                         | Руксандра Драгомір Іва Майолі           | 2–6, 7–6, 6–2  |
| 1998 | Барбара Шетт Патті Шнідер                     | Мартіна Хінгіс Яна Новотна              | 7–6, 3–6, 6–3  |
| 1999 | Лариса Савченко-Нейланд Аранча Санчес Вікаріо | Аманда Кетцер Яна Новотна               | 6–2, 6–1       |
| 2000 | Курникова Анна Сергіївна Наташа Звєрєва       | Ніколь Арендт Манон Боллеграф           | 6–7, 6–2, 6–4  |
| 2001 | Кара Блек Лиховцева Олена Олександрівна       | Квета Пешке Барбара Ріттнер             | 6–2, 4–6, 6–2  |
| 2002 | Мартіна Хінгіс Барбара Шетт                   | Даніела Гантухова Аранча Санчес Вікаріо | 6–1, 6–1       |